# ベスト・キッド (2010年の映画)
『ベスト・キッド』（原題：The Karate Kid、中国語題：功夫夢）は、2010年のアメリカ・中国合作映画。1984年の映画『ベスト・キッド』のリメイクである。

## あらすじ
アメリカから北京に引っ越してきた少年ドレは、新しい環境になじめず、地元のカンフー少年たちにいじめられていた。ある日、マンションの管理人ハンに助けられたドレは、カンフーの達人でもある彼からカンフーを教わることに。

## キャスト
| 役名               | 俳優                | 日本語吹替 |
| ------------------ | ------------------- | ---------- |
| ドレ・パーカー     | ジェイデン・スミス  | 矢島晶子   |
| ミスター・ハン     | ジャッキー・チェン  | 石丸博也   |
| シェリー・パーカー | タラジ・P・ヘンソン | 斉藤貴美子 |
| ハリー             | ルーク・カーベリー  | 高山みなみ |
| メイ・リン         | ハン・ウェンウェン  | うえだ星子 |
| チョン             | ワン・ツェンウェイ  | 川島悠美   |
| マスター・リー     | ユー・ロングァン    | 原語版流用 |

- その他日本語吹替キャスト：宮寺智子、木下浩之、魏涼子、西墻由香、松元惠、田村聖子、丸山壮史、間宮康弘、亀岡真美、オードリー、スギちゃん、アンガールズ、TKO
- 日本語版制作スタッフ：久保宗一郎（演出）、佐藤恵子（翻訳）、東北新社（制作）

## 製作
2008年11月10日、『バラエティ』誌によって『ベスト・キッド』のリメイクが始まったことが報じられた。製作はウィル・スミスで、主演はその息子のジェイデン・スミスが務め、オリジナル版の「いじめられっ子が風変わりな師匠から武術を教わる」という部分は踏襲される。2009年6月22日、ジャッキー・チェンは撮影のために北京へ発つと述べた。
『The Karate Kid』というオリジナル版と同じタイトルにもかかわらず、主人公が師から教わる武術が空手からカンフーに変更されている。ジャッキーによると、スタッフのあいだでは本作は『The Kung Fu Kid』と呼ばれていたという。

## 音楽
主題歌はジャスティン・ビーバーとジェイデン・スミスが歌う「Never Say Never」で、ミュージックビデオは2010年5月31日に公開された。この他、Rain（ピ）による歌「Hip Song」がアジア向けのプロモーションや予告編で使われており、こちらのミュージックビデオは2010年5月22日に公開されている。

## 公開

### 批評家の反応
Rotten Tomatoesでは174のレビュー中、67%からの支持率を得た。映画評論家のロジャー・イーバートは本作を肯定的に評価し、4つ星満点で3つ星半を与えた。一方で、オリジナル版よりも登場人物が若くなっている点などに不満を漏らす評論家もいた。

### 興行収入
北米公開週末3日間で約5600万ドルを稼ぎ、『特攻野郎Aチーム THE MOVIE』を破って初登場1位となった。

### 未公開シーン
ドレに負けたチョンをリー師範が殴ろうとするが、ハンが止めに入り、二人が闘うシーンがある。これはブルーレイの特典映像で見ることができる。

## ソフト

### Blu-ray
- 発売日：2011/4/22
- 品番：BLU-80112
- 発売：ソニー・ピクチャーズ エンタテインメント
- 時間：140分
- サイズ：16:9LBシネマスコープ（2.40:1）
- 字幕
  - 英語字幕
  - 日本語字幕
- 音声
  - 英語 DTS-HD Master Audio5.1chサラウンド
  - 日本語 DTS-HD Master Audio5.1chサラウンド
- リージョンコード：A
- 2層
- 特典映像
  - ジャパン・プレミアジャッキーとジェイデンの一日
  - ロケ地マップ
  - もうひとつのエンディング：ジャッキーの格闘シーン
  - 製作日記
  - 中国語講座
  - ミュージック・ビデオ：“Never Say Never" by ジャスティン・ビーバー feat. ジェイデン・スミス
  - 『ベスト・キッド』メイキング
  - 予告編集
  - BD-LIVE
  - PlayStation(R)3限定壁紙

### DVD
- 発売日：2011/4/22
- 品番：OPL-80112
- 発売：ソニー・ピクチャーズ エンタテインメント
- 時間：140分
- サイズ：16:9LBシネマスコープ（2.40:1）
- 字幕
  - 英語字幕
  - 日本語字幕
- 音声
  - 英語 ドルビーデジタル5.1chサラウンド
  - 日本語 ドルビーデジタル5.1chサラウンド
- リージョンコード：2
- 2層
- 特典映像
  - 中国語講座
  - ミュージック・ビデオ：“Never Say Never by ジャスティン・ビーバー Feat. ジェイデン・スミス
  - メイキング・オブ・ベスト・キッド
  - 予告編集